# Речица (община Охрид)
Вижте пояснителната страница за други значения на Речица.
Речица (изписване до 1945 година: Рѣчица; на македонска литературна норма: Речица) е село в община Охрид на Северна Македония.

## География
Селото е разположено на 20 километра североизточно от Охрид в подножието на Плакенската планина.

## История
Църквата „Свети Георги“ е от 1370 година.
Според статистиката на Васил Кънчов („Македония. Етнография и статистика“) от 1900 година Речица е населявано от 120 жители, всички българи християни.
На Етнографската карта на Битолския вилает на Картографския институт в София от 1901 година Речица е чисто българско село в Охридската каза на Битолския санджак с 15 къщи.
В началото на XX век цялото население на селото е под върховенството на Българската екзархия. По данни на секретаря на екзархията Димитър Мишев („La Macédoine et sa Population Chrétienne“) в 1905 година в Речица има 96 българи екзархисти.
При избухването на Балканската война в 1912 година 3 души от Речица са доброволци в Македоно-одринското опълчение.
Според преброяването от 2002 година селото има 5 жители северномакедонци.
| Националност     | Всичко |
| северномакедонци | 5      |
| албанци          | 0      |
| турци            | 0      |
| роми             | 0      |
| власи            | 0      |
| сърби            | 0      |
| бошняци          | 0      |
| други            | 0      |

На 11 ноември 2000 година митрополит Тимотей Дебърско-Кичевски осветява и полага темелния камък, а на 18 октомври 2004 година осветява и готовата църква „Свети Безсребреници Козма и Дамян“ („Свети Врачи“). Църквата е изписана от Драган Ристески от Охрид.

## Личности
Родени в Речица
- Лазар Стоименов, македоно-одрински опълченец, 3 отделна партизанска рота и сборна партизанска рота, носител на орден „За храброст“ IV степен[7]